# Фронтоне
Фронтоне (італ. Frontone) — муніципалітет в Італії, у регіоні Марке,  провінція Пезаро і Урбіно.
Фронтоне розташоване на відстані близько 185 км на північ від Рима, 65 км на захід від Анкони, 50 км на південь від Пезаро, 25 км на південь від Урбіно.
Населення — 1313 осіб (2014).
Щорічний фестиваль відбувається 9 листопада. Покровитель — San Teodoro.

## Демографія
Населення за роками:

Станом на 1 січня 2023 року в муніципалітеті офіційно проживало 106 іноземців з 20 країн, серед них 62 громадяни країн Євросоюзу та 8 громадян України.

## Сусідні муніципалітети
- Кальї
- Кантіано
- Пергола
- Скеджа-е-Пашелупо
- Серра-Сант'Аббондіо